# Melittosmithia carinata
Melittosmithia carinata är en biart som först beskrevs av Smith 1862.  Melittosmithia carinata ingår i släktet Melittosmithia och familjen korttungebin. Inga underarter finns listade i Catalogue of Life.